# Halo (serie)

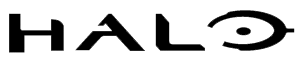
Logo ufficiale della serie Halo

Halo è una serie di videogiochi sparatutto in prima persona a tema fantascientifico militare, sviluppata da Bungie Studios e successivamente da Halo Studios (fino al 2024 conosciuta come 343 industries) e pubblicata da Xbox Game Studios (precedentemente Microsoft Game Studios) a partire dal 2001; la serie si è poi evoluta in un franchise comprendente romanzi, fumetti, webserie, serie televisive, cortometraggi e film d'animazione.
Fulcro della trama principale sono le vicende di John-117, un soldato scelto del gruppo di super-guerrieri noti come SPARTAN, e della sua compagna IA Cortana. La trilogia originale narra gli eventi relativi a una guerra interstellare tra l'umanità e l'alleanza aliena dei Covenant, mentre la seconda trilogia si concentra su quanto accaduto dopo la vittoria degli umani nella guerra. I Covenant, guidati dai loro capi religiosi, venerano un'antica civiltà conosciuta come Precursori, morta sconfiggendo degli organismi parassiti detti Flood. Per prevalere nella lotta, i Precursori costruirono mastodontiche armi di distruzione di massa di forma anulare funzionali ad arrestare l'infezione dei parassiti facendoli perire di inedia; nonostante si tratti di armi su scala galattica, i Covenant conferiscono agli anelli un grande valore religioso e perseguono l'intento di attivarli poiché convinti del fatto che, tramite tale azione, si possa entrare in contatto con i Precursori.
I videogiochi della serie sono stati acclamati dalla critica, con la prima trilogia considerata la vera e propria killer application di Xbox e Xbox 360; la portata del franchise ha raggiunto un livello tale da far coniare agli esperti del settore l'espressione "Halo Killer", utilizzata per descrivere titoli che aspirano ad essere migliori di Halo. Grazie al successo ottenuto con Halo: Combat Evolved, oltre che alle campagne di marketing di Microsoft, i seguiti della serie hanno fatto registrare cifre da record nelle vendite; il franchise ha raggiunto un successo ancora maggiore negli anni duemilaventi, quando il totale delle copie acquistate dai consumatori ha superato gli ottanta milioni in tutto il mondo, circostanza che ha spronato Microsoft a realizzare contenuti che non si limitassero ai videogiochi.

## Trama
Centinaia di migliaia di anni fa i Precursori, una specie umanoide dotata di un alto livello di conoscenze e tecnologie, dominavano l'universo e si ergevano a protettori dello stesso in base alla filosofia del Manto della Responsabilità, una concezione di pensiero secondo la quale spettava alle specie più evolute il compito di proteggere la vita nella galassia. Bramosi di sostituirsi ai Precursori, i Predecessori ingaggiarono loro battaglia, con l'intento di consegnare il potere del Manto nelle mani della razza umana; dopo aver vinto la guerra, per rappresaglia, i Precursori si resero responsabili dell'estinzione dei Predecessori. Prima di morire, uno degli ultimi sopravvissuti rilasciò una spora con la speranza che questa si potesse diffondere e poi riportare in vita la civiltà che andava a scomparire; malgrado effettivamente questa si sparse, essa finì per generare un parassita aggressivo noto come Flood, il quale ben presto andò a scontrarsi con i Precursori. Mentre le vittorie dei Flood andavano aumentando e anche gran parte della Via Lattea veniva contagiata, esaurita ogni altra strategia, i Precursori progettarono una serie di anelli dalla grandezza mastodontica, detti Halo, capaci di eliminare tutti gli esseri di vita senzienti nella galassia, con l'intento di arrestare il parassita; considerata l'impossibilità di prevalere nel conflitto, i Precursori attivarono il meccanismo degli anelli e si estinsero.
Quasi centomila anni dopo l'umanità, sotto l'occhio vigile del Comando Spaziale delle Nazioni Unite (UNSC), colonizza molti mondi grazie allo sviluppo dei viaggi nell'iperspazio a velocità superiori a quella della luce. Le tensioni tra il governo terrestre e le colonie che desiderano l'autonomia scatenano però violenti scontri; per questo motivo, l'UNSC si impegna economicamente a sostenere il progetto SPARTAN, pensato per creare un gruppo d'élite di super-soldati potenziati il cui scopo è quello di sopprimere, senza troppi clamori, le ribellioni. Nell'anno 2525, i mondi popolati dagli umani vengono attaccati da un'alleanza di razze aliene conosciuta con il nome di Covenant; lo stato maggiore di quest'unione dichiara l'umanità indegna di sopravvivere e proclama l'inizio di una guerra santa. La migliore tecnologia e la maggiore superiorità numerica dei Covenant si rivelano essenzialmente decisive; anche se efficaci, gli SPARTAN sono troppo pochi per volgere le sorti della battaglia a favore dell'umanità. Dopo che i Covenant invadono Reach, l'ultima grande roccaforte dell'UNSC oltre alla Terra, John-117 è uno dei pochi SPARTAN ancora vivi rimasti.
Imbattutisi per caso in un anello Halo dopo una rocambolesca fuga da Reach, gli umani sopravvissuti ingaggiano i Covenant sul mondo creato dai Precursori. Master Chief e l'intelligenza artificiale che lo accompagna nelle sue avventure, Cortana, riescono nell'intento di distruggere Halo non appena venuti a conoscenza dello scopo dello stesso, eliminando i campioni di Flood conservati per scopi scientifici sull'anello e impedendo ai Covenant di attivarlo. A seguito di un infruttuoso attacco alla Terra e della morte di uno dei gerarchi, ovvero coloro che detengono il potere nell'articolata società dei Covenant, si scatena una guerra civile dopo l'espulsione della specie Sangheili, con molti dei suoi membri che scoprono la falsità degli scopi religiosi propugnati dalla propaganda dei Profeti. L'ex comandante Sangheili dei Covenant, caduto in disgrazia e noto come Arbiter, insieme al resto della sua razza, finisce per allearsi con gli umani e collabora con loro per surclassare i Covenant. Da quel momento, l'obiettivo principale si concentra sulla necessità di impedire al leader dell'unione degli alieni, il Profeta della Verità, di attivare tutti gli anelli contemporaneamente da un luogo costruito dai Precursori chiamato Arca. Benché la guerra tra umani e Covenant si concluda e anche i Flood vengano sconfitti con la distruzione dell'Arca, nuovi conflitti cominciano ad emergere in tutto l'universo.
Non essendo riuscito a far ritorno sulla Terra e dopo quattro anni trascorsi a vagare nello spazio in stato di ibernazione, Master Chief si imbatte in un pianeta dei Precursori noto come Requiem ed è involontariamente raggiunto da una nave umana con a bordo una nuova generazione di Spartan. Malgrado la cessazione delle ostilità con gli alieni, le tensioni tra l'UNSC e i ribelli coloniali erano presto riprese mentre Chief era ibernato. Liberatosi tramite un tranello dalla prigionia a cui era stato condannato, un precursore noto come il Didatta riesce a liberarsi e si prodiga per riaffermare la supremazia della sua razza sull'umanità, ma finisce presto neutralizzato da Master Chief e Cortana, con quest'ultima che sembra perire al momento in cui il nemico viene eliminato. Al contrario, l'IA sopravvive attraverso un deposito di conoscenza dei Precursori conosciuto come il Dominio e si prepara ad affermare in prima persona una nuova egemonia sulla galassia, con l'intelligenza artificiale (il "Creato") al controllo. Il più recente capitolo vedrà ancora una volta Master Chief cimentarsi in una serie di pericolose missioni, stavolta in un ruolo più centrale rispetto a quello assunto in Halo 5.

## Videogiochi

### Serie principale

#### Trilogia originale
| Titolo               | Date                                            | Piattaforme      |
| -------------------- | ----------------------------------------------- | ---------------- |
| Halo: Combat Evolved | 15 novembre 2001 14 marzo 2002 25 aprile 2002   | Xbox Windows     |
| Halo 2               | 9 novembre 2004 11 novembre 2004 17 maggio 2007 | Xbox Windows     |
| Halo 3               | 25 settembre 2007 26 settembre 2007             | Xbox 360 Windows |

I giochi della trilogia originale di Halo sono stati sviluppati dalla Bungie e sono sparatutto in prima persona in cui il giocatore vive la maggior parte degli eventi osservandoli con gli occhi del protagonista. Il primo titolo della serie è Halo: Combat Evolved, realizzato per la console Xbox e messo in commercio il 15 novembre 2001. All'inizio il gioco era stato concepito per Windows e macOS, fino a quando, nel 2000, l'acquisto della Bungie da parte della Microsoft finì per rendere il gioco un titolo di lancio per Xbox e a ritardare qualsiasi lavoro ideato per PC per un biennio.

Fase di gioco del secondo livello di Halo: Combat Evolved (2001)

Halo: Combat Evolved introduceva molti temi di gioco e punti della trama comuni all'intera trilogia. I giocatori combattono un'alleanza aliena a piedi e su veicoli per completare gli obiettivi, tentando al contempo di scoprire i segreti della misteriosa installazione artificiale su cui si trovano. Per quanto riguarda aspetti più propriamente inerenti alle modalità di gioco, in Halo: Combat Evolved il numero di armi trasportabili dai giocatori risulta pari a due, circostanza che costringe gli utenti a selezionare con cura l'armamento preferito. Il personaggio impersonato dai giocatori è in grado di colpire in corpo a corpo, di impiegare vari generi di armi e di trasportare un numero limitato di granate. La Bungie battezzò questa sorta di equazione "armi-granate-mischia" con il nome di «Triangolo d'oro di Halo», rimasta sostanzialmente invariata anche nei lavori più recenti. In Halo: Combat Evolved, la salute del giocatore viene misurata sia in punti ferita sia con uno scudo energetico che si ricarica con il tempo; i sequel rinunciano a tale sistema, anche se tale formato ritorna negli spin-off. Un port sviluppato per Windows e Mac OS X da Gearbox Software venne pubblicato rispettivamente il 30 settembre e l'11 novembre 2003. Un'espansione autonoma, la Halo: Custom Edition, è stata poi resa disponibile come esclusiva per Windows e consentiva ai giocatori di effettuare delle personalizzazioni ai contenuti nel gioco.
Il seguito, Halo 2, uscito su Xbox il 9 novembre 2004 e successivamente su Windows Vista il 17 maggio 2007, vedeva inizialmente due diverse edizioni: una normale, con all'interno il solo disco del gioco e la tradizionale confezione Xbox, e la Collector's Edition, dotata di una custodia in alluminio appositamente progettata, di un DVD bonus aggiuntivo, di un libretto extra e di un manuale del videogame leggermente diverso. Halo 2 introduceva nuovi elementi di gioco, primo fra tutti la capacità di impugnare e sparare con due armi contemporaneamente, la cosiddetta doppia impugnatura. A differenza del suo predecessore, Halo 2 non si limita al metodo System Link per consentire a più di quattro utenti di giocare assieme, essendo infatti disponibile un multiplayer online accessibile tramite l'abbonamento al servizio Xbox Live. Anziché implementare il multiplayer facendo in modo che i giocatori si unissero manualmente alle lobby, circostanza comune nei giochi dell'epoca, Halo 2 sfruttava il sistema del matchmaking. I giocatori selezionavano pertanto il tipo generale di partita che desideravano impostare e il videogame provvedeva a selezionare una mappa e una modalità specifica, oltre a trovare automaticamente altri utenti. Al momento della sua messa in commercio, Halo 2 divenne il videogame riprodotto dal maggior numero di abbonati al servizio Xbox Live Gold quella settimana, preservando tale primato per oltre due anni e rimanendo tuttora imbattuto nel record in questione.
Halo 3, realizzato per Xbox 360 e messo in commercio il 25 settembre 2007 (26 in Europa), è l'ultimo capitolo della trilogia originale di Halo, in quanto tassello conclusivo dell'arco narrativo inaugurato da Halo: Combat Evolved. Allo stesso modo del capitolo precedente, i creatori si sono preoccupati di aggiungere veicoli e armi nuovi, introducendo nella saga una classe di strumentazioni chiamate equipaggiamenti. Halo 3 prevede anche una modalità slegata sia dalla campagna sia non prettamente concepita per essere giocata nel multiplayer, malgrado funzionale a realizzare delle mappe potenzialmente condivisibili con la community tramite delle modifiche, ovvero la Fucina. Quest'ultima consente agli utenti di inserire e rimuovere oggetti di gioco quali armi, casse, veicoli e altri elementi nelle mappe multiplayer esistenti. Inoltre, i giocatori possono salvare fino a 100 filmati di gioco sul disco rigido della propria Xbox 360, osservando l'azione da qualsiasi angolo e a velocità diverse nel cosiddetto Cinema.

#### Saga dell'Attivatore
| Titolo            | Date            | Piattaforme             |
| ----------------- | --------------- | ----------------------- |
| Halo 4            | 6 novembre 2012 | Xbox 360 Windows        |
| Halo 5: Guardians | 27 ottobre 2015 | Xbox One                |
| Halo Infinite     | 8 dicembre 2021 | Xbox Series X/S Windows |

Dopo la separazione della Bungie dalla Microsoft, la 343 Industries, uno studio fondato dall'azienda di proprietà di Bill Gates nel 2009, assunse il timone del franchise di Halo. La 343 aveva già co-sviluppato la serie animata Halo: Legends e aveva supervisionato la produzione di Halo: Reach e Halo: Combat Evolved Anniversary del 2011. Il successivo gioco della serie, Halo 4, fu annunciato nel corso dell'E3 del 2011 come primo titolo in quella che sarebbe stata originariamente conosciuta come la "Saga (o Trilogia) dell'Attivatore" (Reclaimer saga). Il gioco includeva molti elementi base dei lavori precedenti, riproponendo delle versioni più moderne delle armi o degli strumenti nuovi, uno strumento di modifica delle mappe migliorato e opzioni e mappe multiplayer ampliate. Halo 4 uscì in tutto il mondo il 6 novembre 2012, facendo registrare sin da subito cifre di vendita record per la serie. Con l'intento di aggiungere nuovi contenuti che sarebbero stati disponibili in modalità cooperativa, gli sviluppatori progettarono la trama di una campagna multiplayer intitolata Spartan Ops e la resero accessibile nelle settimane successive all'uscita di Halo 4, allo scopo di narrare vari eventi accaduti dopo la fine del gioco principale.
Dopo aver attirato una grande attesa su di sé, Halo 5: Guardians divenne disponibile per Xbox One il 27 ottobre 2015 in tutto il mondo. L'ambientazione risulta particolarmente variegata, ma le vicende principali hanno luogo su Sangheilos, il pianeta natale degli Elite, e ruotano attorno alla caccia del soldato di classe Spartan Locke al ribelle Master Chief, impegnato a cercare Cortana.
La terza parte della saga dell'Attivatore, intitolata Halo Infinite, venne annunciata durante l'E3 2018. La storia si concentra principalmente sugli eventi successivi all'incontro avvenuto tra Master Chief e Cortana nel capitolo antecedente.

### Spin-off
| Titolo                | Date                                           | Piattaforme          | Genere     |
| --------------------- | ---------------------------------------------- | -------------------- | ---------- |
| Halo Wars             | 26 febbraio 2009 27 febbraio 2009 3 marzo 2009 | Xbox 360 Windows     | RTS        |
| Halo 3: ODST          | 22 settembre 2009                              | Xbox 360 Windows     | FPS        |
| Halo: Reach           | 14 settembre 2010                              | Xbox 360 Windows     | FPS        |
| Halo: Spartan Assault | 18 luglio 2013 19 luglio 2013                  | Xbox 360 Windows iOS | Sparatutto |
| Halo: Spartan Strike  | 16 aprile 2015                                 | Windows iOS          | Sparatutto |
| Halo Wars 2           | 21 febbraio 2017                               | Xbox One Windows     | RTS        |

Il successo riscosso grazie alla trilogia originale spronò i creatori a realizzare dei titoli spin-off. Sviluppato dalla Ensemble Studios, Halo Wars venne presentato all'X06 di Barcellona, in Spagna, come videogioco strategico in tempo reale.
Ambientato nel 2531, ovvero decenni prima gli eventi di Halo: Combat Evolved, questo capitolo consente di combattere le prime battaglie contro i Covenant, avvalendosi di comandi di gioco relativamente rudimentali e basilari per un videogame del suo genere.
In un'intervista edita nel 2008 su MTV, Don Mattrick, capo responsabile del settore commerciale Xbox, dichiarò che la Bungie stava lavorando a un nuovo capitolo di Halo, ma che risultava slegato dagli altri progetti. Pur avendo subito vari rinvii, dopo la pubblicazione di un trailer dai contenuti vaghi avvenuta il 25 settembre 2008, al Tokyo Game Show del 10 ottobre ebbe luogo la presentazione di Halo 3: Recon, un capitolo-espansione Stand Alone. Il 26 novembre 2008 Bungie decise di convertire il nome del prodotto in Halo 3: ODST. La data di uscita del gioco fu il 22 settembre 2009 sia in Europa che negli altri continenti; uscito su Xbox 360, in seguito sarebbe stato reso compatibile anche per Xbox One. Il protagonista è un "semplice" soldato umano di classe ODST impegnato nei combattimenti avvenuti nella città di Nuova Mombasa a cavallo degli eventi accaduti in Halo 2 e Halo 3. Improvvisandosi in un certo senso investigatore per scoprire indizi utili, il suo compito sarà quello di riuscire a riunirsi alla squadra composta da altri quattro ODST di cui fa parte e situata altrove nella metropoli. Il gioco si componeva di due dischi, uno contenente la campagna nei panni della recluta e l'altro delle mappe multiplayer di Halo 3 (non necessita di quest'ultimo per essere riprodotto); inoltre, era presente l'invito alla beta multiplayer di Halo: Reach.

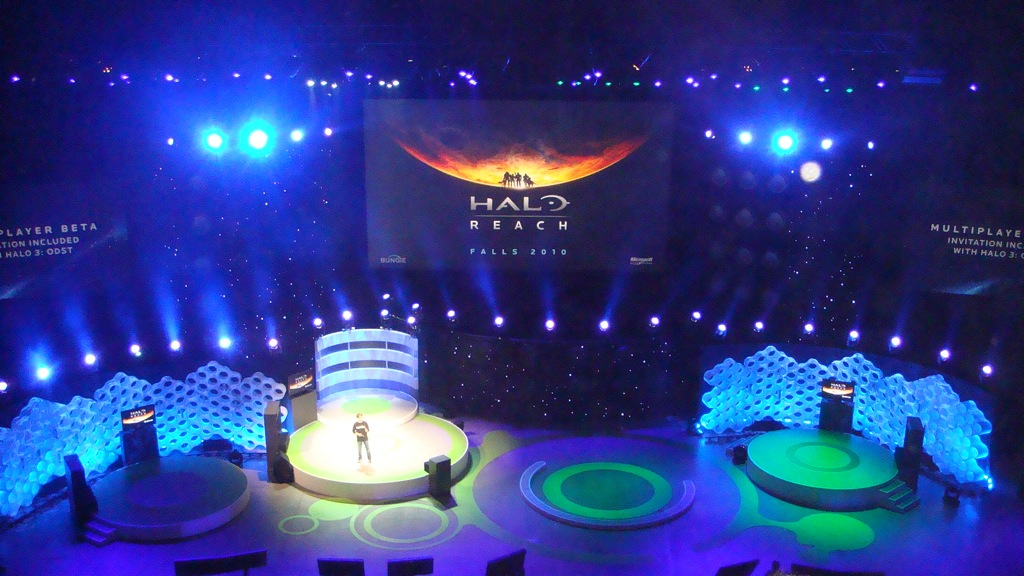
L'annuncio di Reach all'E3 del 2009

Dopo aver pubblicato Halo 3, la Bungie si convinse a creare un prequel della trilogia originale della saga in esame. Poiché il gioco si sarebbe svolto in un mondo umano destinato a essere distrutto, la realizzazione delle ambientazioni ricevette un'attenzione massima. Halo: Reach, l'ultimo lavoro dell'azienda sviluppatrice summenzionata, venne annunciato all'E3 2009. La beta multiplayer risultò giocabile dal 3 al 19 maggio 2010, evento che permise agli sviluppatori di ricevere le segnalazioni di eventuali bug. Il gioco uscì in contemporanea mondiale il 14 settembre 2010 e racconta di come una squadra di Spartan, la Squadra Noble, portò al sicuro Cortana (l'IA che supporta Master Chief) dalla battaglia di Reach, impedendo ai Covenant di impossessarsene e scoprire delle informazioni vitali, non ultima la posizione della Terra. L'annuncio del 14 marzo 2019 di una versione migliorata con il supporto 4k, HDR e frame rate sbloccato per PC si convertì in una pubblicazione, dopo diversi rinvii, il 3 dicembre 2019, proprio in contemporanea con l'uscita della versione Xbox One.
In data 6 luglio 2013 vide la luce il videogioco Halo: Spartan Assault, pensato per PC, Tablet e smartphone Windows 8, oltre che dal 24 dicembre 2013 per Xbox One con il nome di Halo: Spartan Assault. La storia si colloca tra l'epilogo di Halo 3 e il prologo di Halo 4 e ruota attorno alla figura di Sarah Palmer. Il giocatore dovrà aiutare la coraggiosa soldatessa a superare le 25 prove del programma di addestramento virtuale della UNSC Infinity.
Un altro prodotto della serie, ovvero Halo: Spartan Strike, uno sparatutto in visuale isometrica del 2015 e sviluppato da 343 Industries e Vanguard Games, fu pubblicato da Microsoft Game Studios per Microsoft Windows e iOS. Sequel di Spartan Assault, il gioco ha un sistema di controllo del fuoco gestito da una doppia levetta analogica e gli utenti gestiscono un soldato umano impegnato nei combattimenti contro i nemici alieni con una varietà di armi, abilità e veicoli maggiore rispetto al predecessore.
Nel 2017, venne pubblicato un seguito di Halo Wars dal titolo di Halo Wars 2. Si tratta di un videogioco strategico in tempo reale sviluppato da The Creative Assembly e pubblicato da Microsoft Game Studios per Xbox One e Microsoft Windows, collocato cronologicamente nello spazio temporale che trascorre tra gli eventi di Halo 5: Guardians (2015) e Halo Infinite (2021).

### Remake
| Titolo                           | Date             | Piattaforme |
| -------------------------------- | ---------------- | ----------- |
| Halo: Combat Evolved Anniversary | 15 novembre 2011 | Xbox 360    |

Durante l'E3 del 2011 la Microsoft dichiarò che, in vista del decimo anniversario dall'uscita di Halo: Combat Evolved, sarebbe uscito il remake di quest'ultimo sviluppato da 343 Industries e Saber Interactive. Il videogioco viene quindi pubblicato il 15 novembre 2011. Il motore grafico di Halo: Combat Evolved Anniversary, come confermato all'"Halo Fest" tenutosi nell'agosto del 2011, è totalmente nuovo e rappresenta un'evoluzione di quello di Halo 3 e di Halo: Reach. Ad ogni modo, il motore grafico di quest'ultimo è stato utilizzato per la modalità multiplayer.
Nel 2014 il secondo capitolo della serie riceve lo stesso trattamento, viene pubblicato quindi Halo 2 Anniversary contenuto all'interno della Master Chief Collection.

### Raccolte
| Titolo                            | Date             | Piattaforme                      |
| --------------------------------- | ---------------- | -------------------------------- |
| Halo: The Master Chief Collection | 11 novembre 2014 | Xbox One Windows Xbox Series X/S |

Durante l'E3 del 2014 venne presentata la Master Chief Collection, uscita nei negozi l'11 novembre 2014 in esclusiva per Xbox One e, dal 3 dicembre 2019, anche su Microsoft Windows. Questa raccolta comprende su un unico disco tutti i capitoli della saga usciti fino ad allora: Halo: Combat Evolved Anniversary, Halo 2, Halo 3 e Halo 4. Inoltre, per i 10 anni dall'uscita della versione originale, si è proposta la versione Anniversary di Halo 2 che quindi, come già avvenuto con il primo capitolo, beneficia di un comparto grafico (con intermezzi in CG) e audio rivisti. Ulteriori miglioramenti grafici, di illuminazione e di risoluzione hanno riguardato anche agli altri giochi; esiste inoltre un comparto multiplayer differente per ciascun videogioco. Come anticipato, il 30 maggio 2015 divenne disponibile, tramite DLC, Halo 3: ODST, e a fine 2019 la medesima sorte toccò a Halo Reach. Nel 2020 venne infine pubblicato l'aggiornamento per Xbox Series X/S, arrivato in concomitanza con il lancio delle console di nuova generazione.

### Altri titoli
| Titolo               | Date            | Piattaforme |
| -------------------- | --------------- | ----------- |
| Halo 2600            | 31 luglio 2010  | Atari 2600  |
| Halo Recruit         | 17 ottobre 2017 | Windows     |
| Halo: Fireteam Raven | 10 luglio 2018  | Arcade      |

Tra i titoli minori legati al franchise si segnalano Halo 2600, Halo Recruit e Halo: Fireteam Raven. Il primo, un videogioco action del 2010, fu creato e sviluppato da Ed Fries, ex-vicepresidente di Microsoft, e pubblicato da AtariAge per Atari 2600. Fries ebbe l'idea di un Halo che potesse funzionare su una vecchia console Atari leggendo il libro Racing the Beam: The Atari Video Computer System, scritto nel 2009 da Ian Bogost e Nick Montfort. 500 copie del gioco vennero messe in vendita al Classic Gaming Expo del luglio 2010, occasione in cui venne peraltro presentato. Il giocatore controlla Master Chief attraverso 64 livelli divisi in quattro zone ciascuno: all'aperto, nella base Covenant, nel mondo di ghiaccio e nell'area del boss. Sono disponibili tre power-up per combattere i molti nemici che appaiono: una pistola per aumentare la velocità di fuoco, un paio di stivali per muoversi più velocemente e uno scudo per non causare la perdita istantanea di una vita. Completato il gioco con successo si accederà alla "modalità leggendaria", molto più difficile in quanto Master Chief si muove più lentamente.
Presentato il 3 ottobre 2017 in un evento Microsoft a San Francisco, Halo Recruit è invece un'avventura in realtà mista ambientata nell'universo di Master Chief, sviluppata da Endeavor One in collaborazione con 343 Industries. Si tratta di una breve esperienza di stampo arcade che vede il giocatore impegnato in una fase di allenamento contro i Covenant con dinamiche shooter. Halo Recruit divenne disponibile dal 17 ottobre 2017, scaricabile gratuitamente dal Microsoft Store e compatibile con visori Mixed Reality Windows per PC.
Halo: Fireteam Raven è uno sparatutto arcade fantascientifico cooperativo, sviluppato da Raw Thrills e Play Mechanix in collaborazione con 343 Industries. Pensato unicamente come cabinato arcade destinato alle sale giochi, uscì inizialmente come esclusiva di Dave & Buster's in Nord America, a partire dal 10 luglio 2018, per poi cominciare nei due mesi successivi a essere pubblicato a livello internazionale. Non furono pensati piani di convertire il prodotto su piattaforme non arcade. Nel 2021, grazie all'aggiornamento denominato Stagione 6: Raven, è stata aggiunta una serie di skin e personalizzazioni per armature a tema Fireteam Raven all'interno di Halo 3 per la The Master Chief Collection.

### Ordine cronologico
In base all'ordine cronologico della trama, i videogiochi della serie si possono elencare in questo modo:
1. Halo Wars
2. Halo: Reach
3. Halo: Combat Evolved
4. Halo 2
5. Halo 3: ODST
6. Halo 3
7. Halo: Spartan Assault
8. Halo 4
9. Halo: Spartan Strike
10. Halo 5: Guardians
11. Halo Wars 2
12. Halo Infinite

## Personaggi

### Master Chief
John-117, chiamato Master Chief o anche semplicemente "Capo" nella versione italiana (dal momento che si riferisce all'omonimo grado militare, Master Chief Petty Officer), è il protagonista dei capitoli principali della saga. È uno "Spartan-II", un soldato geneticamente potenziato, più precisamente il numero 117. Gli Spartan-II furono creati e addestrati per svolgere missioni ad alto rischio contro i ribelli delle colonie extramondo e successivamente impiegati contro i Covenant, un'alleanza di varie razze aliene belligeranti, decisa a sterminare l'umanità per motivi religiosi. Dopo la catastrofica battaglia di Reach, conclusasi con la sua caduta, sopravvissero solo alcuni Spartan, tra i quali John, che riuscì a fuggire a bordo dell'astronave Pillar of Autumn, comandata dal capitano Jacob Keyes. Durante la guerra contro i Covenant morirono o furono indicati come "dispersi in azione" tutti gli Spartan fuorché uno: Master Chief.
Master Chief è un personaggio enigmatico: oltre a parlare pochissimo, il suo volto rimane un mistero, poiché perennemente nascosto dall'elmetto della sua armatura, anche se completando la campagna di Halo 4 in modalità leggendaria vengono mostrati i suoi occhi. In Halo: Combat Evolved, Master Chief è doppiato da Riccardo Rovatti, mentre nei capitoli successivi gli presta la voce l'attore doppiatore Giorgio Melazzi.

### Arbiter
L'Arbiter, il cui vero nome è Thel 'Vadam, è il coprotagonista di Halo 2 e Halo 3 (presente anche in Halo: Il protocollo Cole). Guerriero Covenant Elite con grande esperienza bellica e profondo senso dell'onore, era il comandante della flotta Particular Justice, coinvolta nella guerra fra umani e Covenant. Il suo ruolo era quello di proteggere il sacro anello, Halo, e di eliminare il "Demon", il nome tramite il quale i Covenant si riferiscono a Master Chief ("diavolo" nel primo Halo). Fu condannato per eresia per aver permesso al "Demon" di distruggere il primo Halo; in seguito gli fu data possibilità di riscatto con il ruolo di Arbiter, guerriero eletto dai Profeti, i capi religiosi Covenant, e per mezzo di missioni suicide riacquista l'onore perduto.
A differenza di Master Chief, in Halo 2 l'armatura dell'Arbiter dispone di un utile sistema di mimetizzazione temporaneo, vantato del resto dagli altri guerrieri della sua razza. In Halo 3, dove può essere usato come secondo personaggio nella campagna cooperativa online o offline, ma senza il sistema di mimetizzazione. La figura dell'Arbiter è presente anche in Halo Wars, ma non si tratta di Thel 'Vadam.

## Fazioni

### UNSC
L'UNSC (United Nations Space Command) racchiude le forze armate, scientifiche e di esplorazione in un'unica grande organizzazione, il cui scopo è proteggere gli interessi della Terra e le sue colonie.
La sua componente militare, l'UNSCDF (United Nations Space Command Defense Force) è suddivisa in quattro branche principali (Marina, Esercito, Aviazione e Corpo dei Marines), le quali sono chiaramente dispiegate in ruoli specifici.
Una branca molto importante della Marina è l'ONI (Office of Naval Intelligence), intelligence, che provvede alla gestione e pianificazione dei progetti Top Secret, di spionaggio e di propaganda.

### Covenant
I Covenant sono un'alleanza di svariate razze aliene tenuta insieme da vincoli religiosi. Il loro obiettivo primario è di attivare gli Halo, antiche strutture dei Precursori, civiltà antica, venerata dai Covenant. Essi credono infatti che attivando gli Halo, inizierà per loro il "Grande Viaggio" verso la divinità. A capo dei Covenant vi è la razza dei San 'Shyuum (i Profeti), seguita nella piramide gerarchica da Sangheili (Elite), Jiralhanae (Brute), Mgalekgolo (Cacciatori), Yanme'e (Droni), Kig-Yar (Jackal) e Unggoy (Grunt).
Nelle fasi finali del conflitto contro gli umani, il ruolo preponderante degli Elite declina in favore dei Brute, scatenando una guerra civile che porterà i primi a stringere un'alleanza con l'UNSC, seguiti a ruota da alcuni Grunt e Cacciatori. L'UNSC, con il supporto di questi rinforzi riesce a vincere la guerra alla fine del 2552.

### Precursori
I Precursori sono una razza aliena estintasi migliaia di anni prima della guerra tra umani e Covenant, le cui origini sono narrate in Halo: Cryptum. In ambito sociale, tale civiltà vantava un intricato sistema di caste, all'interno del quale i ruoli amministrativi principali erano assunti da figure carismatiche attive in campo scientifico, politico e bellico.
A detta degli stessi Precursori, essi discendevano da una razza addirittura più antica e più avanzata tecnologicamente di loro, quella dei Predecessori. L'aura di mistero e di fascino che circonda ogni costruzione, artefatto e lascito dovuto ai Precursori rintracciabile nel corso delle campagne della saga rappresenta uno dei leitmotiv della serie.

### Predecessori
I Predecessori costituiscono la civiltà più antica conosciuta nell'universo di Halo. Creatori e guardiani della vita, il loro livello tecnologico non fu paragonabile a nessun altro. L'aspetto fisico è impossibile da determinare, in quanto essi erano in grado di modificare qualsiasi caratteristica dell'Universo, inclusa la propria fisionomia.
Dopo aver creato la vita nella galassia, essi permisero a diverse specie di avanzare tecnologicamente, in modo da creare un degno erede che potesse sostituirli nel ruolo di "protettori di ogni cosa". Quando negarono questa responsabilità ai Precursori, questi ultimi iniziarono un genocidio nei confronti dei loro pacifici creatori, massacrandoli e inseguendo gli inermi sopravvissuti fino alle galassie più vicine alla nostra.
A seguito di milioni di anni di oblio, alcuni Predecessori, trasformatisi in una polvere che li avrebbe dovuti rigenerare in un lontano futuro, vennero ritrovati dagli Antichi Umani e recuperati. La polvere che le costituiva, tuttavia, era stata corrotta dal tempo.

### Flood
I Flood non sono altro che il risultato dell'azione del tempo sulla polvere dei Predecessori. Organismi parassiti di straordinaria infettività, essi misero in ginocchio la galassia circa 100.000 anni fa, prima di essere distrutti dagli Halo. In genere, l'aspetto degli infetti varia in base al corpo dell'organismo ospitante, ma esistono delle forme pure composte interamente dalla biomassa Flood e, di conseguenza, slegate dai limiti normalmente imposti dalla fisionimia dell'ospite.
L'infezione può propagarsi in svariati modi, con le piccole forme infettive che possono iniettare le spore Flood all'interno di un organismo sano penetrando nelle ferite o attaccandolo direttamente; in condizioni particolari, le spore possono viaggiare libere nell'atmosfera, moltiplicando le possibilità di contagio. Le forme da combattimento hanno invece lo scopo di uccidere i nemici del parassita, risultando estremamente pericolose a causa dei molteplici vantaggi dati dal Flood, inclusa la totale assenza del dolore fisico. La mancanza di necessità di gran parte degli organi interni diminuisce drasticamente le possibilità del parassita di essere ferito mortalmente.

## Sviluppo

### Bungie
La Bungie fu fondata nel 1991 da Alex Seropian, che aveva collaborato con il programmatore Jason Jones per commercializzare e distribuire il gioco di Jones Minotaur: The Labyrinths of Crete. Concentrandosi sul mercato dei giochi per Macintosh perché più piccolo e più facile inserirsi, la Bungie divenne uno sviluppatore di giochi di primo piano sulla piccola piattaforma Apple appena citata. Quello che sarebbe poi diventato Halo partiva come un gioco di strategia in tempo reale per Mac, originariamente chiamato in codice Monkey Nuts e Blam!, oltre ad essere ambientato in un mondo cavo chiamato Solipsis. Alla fine, si decise di virare verso un mondo ad anello e, Paul Russel, un environmental artist dell'azienda, propose di selezionare "Halo" come titolo finale del gioco. Il designer della Bungie Jaime Greisemer confesserà in seguito che «Microsoft odiava il nome Halo, [poiché] non significava nulla ed era fuori brand».
Il primo gioco Halo fu annunciato alla presenza di Steve Jobs il 21 luglio 1999, mentre era in corso la Macworld Conference & Expo. Inizialmente progettato per essere un gioco di strategia in tempo reale per i sistemi operativi Mac e Windows, in seguito venne riconvertito in un gioco d'azione in terza persona. Il 19 giugno 2000 Microsoft acquisì la Bungie e Halo: Combat Evolved divenne un titolo di lancio per la console Xbox. Dopo aver ricevuto i kit di sviluppo Xbox, Bungie riscrisse il motore del gioco, ne modificò in modo sensibile la presentazione e lo riconvertì in uno sparatutto in prima persona. Malgrado il primo Halo avrebbe dovuto includere una modalità multiplayer online, questa venne esclusa perché Xbox Live non era ancora disponibile.
Non si credeva che Halo potesse elevarsi gioco di punta della Xbox a causa di preoccupazioni interne e critiche sulla stampa del settore, ma il vicepresidente addetto alla pubblicazione di giochi di Microsoft Ed Fries non si curò di questi timori. Il marketing di Xbox si concentrò pertanto proprio su Halo: Combat Evolved, in quanto i colori del logo e quelli della console si sposavano bene.
Il successo del gioco spronò i creatori alla realizzazione di un sequel, Halo 2, che fu annunciato l'8 agosto 2002 all'evento stampa di Microsoft X02 tenutosi a New York. Il nuovo videogame si presentava con una grafica migliorata, nuove armi e una modalità multiplayer disponibile su Xbox Live. Halo 3 andò annunciato nel 2006 all'Electronic Entertainment Expo. L'ipotesi che venisse prodotto un terzo capitolo era già nella mente dei creatori ancora prima che Halo 2 uscisse nel 2004. Il nuovo capitolo utilizzava un motore grafico più avanzato rispetto al suo predecessore, mettendo inoltre in mostra una migliore qualità grafica.
Prima di diventare indipendente, la Bungie creò altri due giochi Halo come parte dell'accordo stipulato con Microsoft, ovvero uno spin-off, Halo 3: ODST, e un prequel, Halo: Reach, rispettivamente nel 2009 e nel 2010. La novità presente nel primo dei due titoli, tra le varie, riguardava un'impronta più orientata verso un videogame in stile open world.

### 343 Industries
Dopo la messa in commercio di Halo 3, la Bungie annunciò che si sarebbe separata da Microsoft e che sarebbe diventata una società a responsabilità limitata indipendente. Benché la Bungie sia rimasta coinvolta nella serie Halo curando ODST e Reach, i diritti di Halo permasero in capo a Microsoft. Per meglio curare il franchise e seguirlo negli sviluppi futuri, la Microsoft creò una divisione interna, la 343 Industries. Frank O'Connor, vecchio dipendente della Bungie, fu nominato direttore creativo della 343, incarico da lui ricoperto ormai da più di un decennio.
Nell'annunciare i membri della neonata 343 Industries, Microsoft comunicò inoltre che Xbox Live avrebbe ospitato un portale ufficiale dedicato ai contenuti "Halo" chiamato Halo Waypoint. Accessibile dalla Dashboard della console, esso offre ai giocatori l'accesso a contenuti multimediali quali filmati e podcast, oltre a tenere traccia dei risultati raggiunti dal giocatore durante la carriera su Halo. O'Connor descrisse Waypoint come una piattaforma che avrebbe di certo assunto il ruolo di punto di riferimento per gli appassionati dell'universo Halo.
Il primo nuovo videogame realizzato dall'azienda subentrante, Halo 4, uscì il 6 novembre 2012 e ottenne un giudizio da parte della critica «generalmente positivo». Poco tempo più tardi, nel dicembre 2014, il direttore generale di 343 Industries Bonnie Ross confessò che l'obiettivo di Microsoft fosse quello di far durare il franchise di Halo per almeno 30 anni.
Il 28 ottobre 2015 vedeva la luce il successivo capitolo realizzato dalla 343 Industries, Halo 5, reso disponibile per Xbox One.
Nel dicembre 2020, la società annunciò che dal 13 gennaio 2022 avrebbe interrotto i servizi di rete dei titoli della serie editi per Xbox 360. Una simile scelta è stata giustificata affermando che «il tempo e il lavoro necessari al mantenimento di questi servizi non rappresentano una priorità se li si paragona al lavoro necessario per i titoli di Halo più recenti e quelli futuri».
L'8 dicembre 2021, con un ritardo di circa un anno rispetto alla data di lancio inizialmente prevista a causa della pandemia di COVID-19, la società ha comunicato l'uscita di Halo Infinite per Microsoft Windows, Xbox Series X/S e Xbox One. La versione beta del multiplayer era stata comunque resa accessibile il 15 novembre 2021, data che coincideva con il 20º anniversario dell'uscita del primo gioco. Dopo che la sua assenza su Halo 5 aveva suscitato molti malumori, la modalità in schermo condiviso, da sempre disponibile e molto apprezzata dai fan della serie, dovrebbe sbarcare su Halo Infinite tra agosto e settembre 2022.

## Colonna sonora

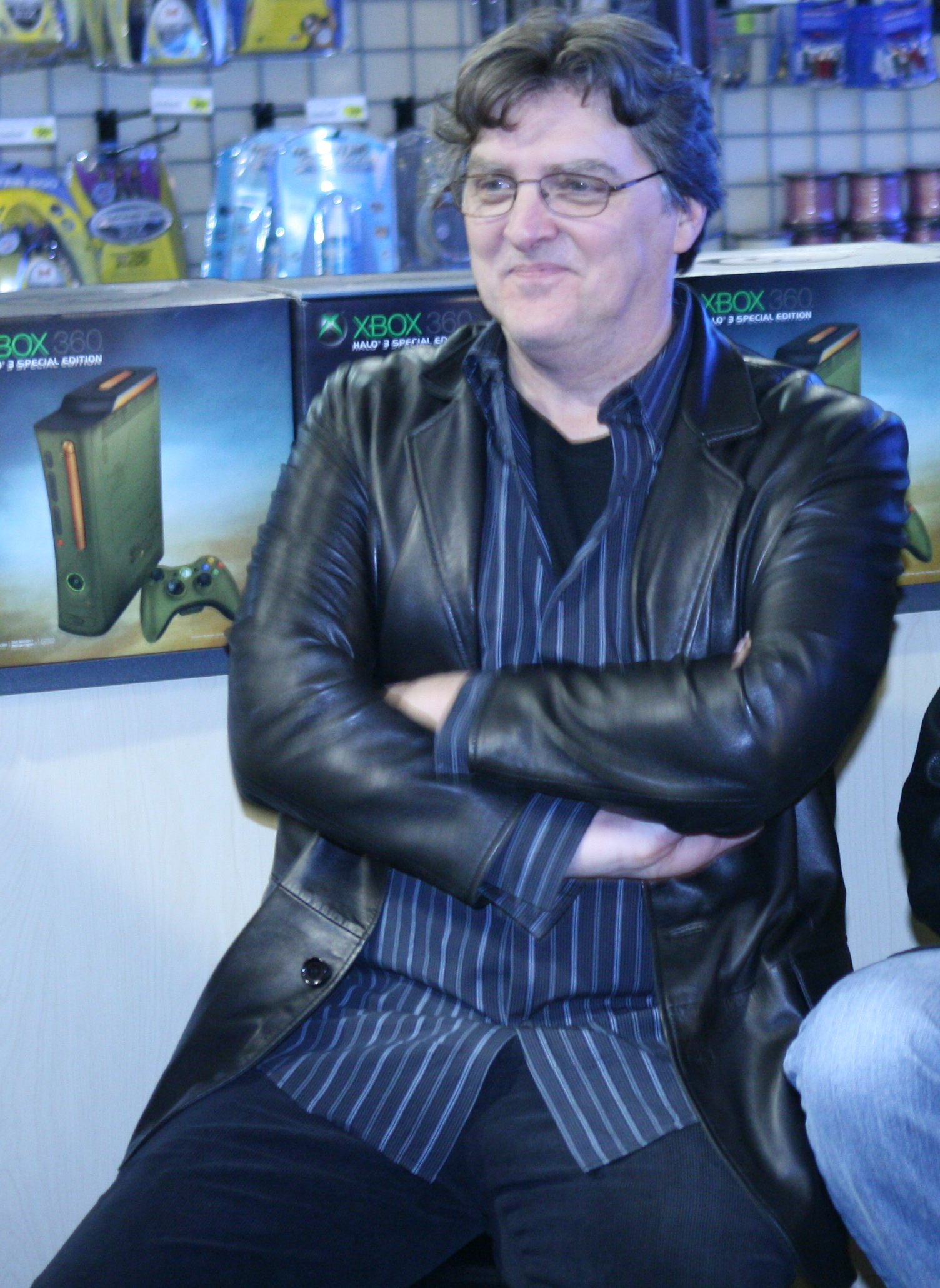
Martin O'Donnell, compositore principale di tutti i giochi Halo sviluppati da Bungie

Martin O'Donnell e Michael Salvatori sono gli autori di gran parte delle colonne sonore dei videogiochi di Halo sviluppati dalla Bungie. Quest'ultima incaricò O'Donnell di realizzare «delle melodie che trasmettessero un senso di antichità e di mistero», scelta che spinse il compositore a realizzare il tema principale ricorrendo al canto gregoriano; al momento della registrazione, partecipò anch'egli nelle parti vocali. Sin dal primo capitolo si pensò di adattare la colonna sonora in maniera dinamica alle varie sequenze della campagna, con temi ad esempio più roboanti nelle sequenze di azione. Per consentire un'esperienza di ascolto più gradevole, O'Donnell riorganizzò delle parti musicali in suite autonome, con l'intento di ascoltarne la riproduzione in momenti specifici della storia.
Il soundtrack di Halo 2 includeva, oltre ai brani di O'Donnell, delle tracce pubblicate su licenza da gruppi musicali quali gli Incubus e i Breaking Benjamin. Steve Vai si preoccupò invece dell'esecuzione delle sezioni realizzate con la chitarra. A giudizio di Vivien Schweitzer, giornalista per conto del New York Times, le melodie hanno contribuito a stimolare un rinnovato interesse per la musica da canto. Sempre per la colonna sonora di Halo 2, il produttore Nile Rodgers e O'Donnell decisero di dividere la musica in due volumi separati. Il primo, sotto il nome di Volume One, uscì il 9 novembre 2004 e conteneva tutti i temi originali insieme ai brani su licenza presenti nel gioco (ovvero quelli realizzati da Steve Vai, Incubus, Hoobastank e Breaking Benjamin). La seconda raccolta, il Volume Two, conteneva ogni altro brano non compreso nella prima e, a differenza dell'altro gruppo di brani, non fu resa disponibile prima dell'uscita del gioco. Halo 2, a dispetto del suo predecessore, fu mixato per sfruttare al meglio il Dolby Digital 5.1. Nel 2014 la musica riprodotta nel corso del gioco venne ri-registrata e rimasterizzata per la versione di Halo 2 Anniversary presente nella Master Chief Collection, che comprendeva le versioni di tutti i giochi di Halo con Master Chief come protagonista.
La colonna sonora di Halo 3 vide la luce il 20 novembre 2007. O'Donnell dichiarò di essersi ispirato al primo gioco della serie, in quanto desiderava realizzare una sorta di collegamento tra l'inizio e la fine della trilogia. Le tracce furono presentate, allo stesso modo della precedente colonna sonora di Halo 2, sotto forma di suite. Tuttavia, benché in passato gran parte della musica era stata sintetizzata al computer, i lavori realizzati per Halo 3 furono registrati ricorrendo a un'orchestra di 60 elementi unita a un coro di 24 voci. La colonna sonora finale fu registrata dalla Northwest Sinfonia allo Studio X di Seattle. Le colonne sonore sono state poi raggruppate e pubblicate come cofanetto nel dicembre 2008. L'accompagnamento sonoro di Halo 3: ODST uscì in contemporanea con il gioco e comprendeva molte delle tracce presenti nel videogame.
Per l'ultimo lavoro della Bungie della serie Halo, Halo: Reach, ancora una volta ci si rivolse a Martin O'Donnell e a Michael Salvatori. Il duo si preoccupò di curare una musica «cupa e più viscerale», al fine di riflettere la natura più oscura della campagna e lo stile del gioco retrò. Dato che la Bungie aveva realizzato Halo 3: ODST e Halo: Reach pressoché in contemporanea, anche Martin O'Donnell si trovò costretto a comporre le colonne sonore di pari passo, ma i lavori necessari per Halo: Reach partirono soltanto dopo l'uscita di Halo 3: ODST. Il soundtrack sbarcò anche in formato digitale, nello specifico su iTunes, il 15 settembre 2010 e in un set di due dischi il 28 settembre 2010.
Per quanto riguarda Halo Wars, il compito di comporre la musica del gioco ricadde su Stephen Rippy. Quest'ultimo ascoltò le colonne sonore di O'Donnell per trarre ispirazione e incorporò il tema di Halo in alcune parti dei suoi arrangiamenti. Oltre ai componenti sintetizzati e orchestrali, il compositore si è concentrato sul coro e sul pianoforte come elementi essenziali per ricreare il tema di Halo. Piuttosto che rivolgersi alla Northwest Sinfonia Rippy viaggiò a Praga e collaborò con la FILMharmonic Orchestra, tornando poi negli Stati Uniti a completare l'opera. L'annuncio di un CD autonomo e della versione digitale della colonna sonora del videogioco avvennero entrambi nel gennaio 2009, con l'uscita prevista il 17 febbraio dello stesso anno.
La musica di Halo 4 fu composta da Neil Davidge e Kazuma Jinnouchi. L'Halo 4 Original Soundtrack uscì il 22 ottobre 2012, seguita da due dischi in edizione speciale il 6 novembre. Neil Davidge ha operato come compositore out-of-house per 343 Industries, circostanza rivelatasi talmente dispendiosa da spingere i creatori di Halo 5: Guardians a rivolgersi esclusivamente a Kazuma Jinnouchi per la produzione musicale del videogame in questione. Il lavoro di Neil Davidge e Kazuma Jinnouchi per Halo 4 ha ricevuto recensioni contrastanti: se da una parte è stato riconosciuto il tentativo di dare vita a qualcosa di creativo, il risultato è stato ritenuto una distorsione eccessiva dalla sinfonia originale dei tre capitoli precedenti.
Nel 2014 Kazuma Jinnouchi confermò che avrebbe composto la colonna sonora di Halo 5: Guardians. Il 30 ottobre 2015 Halo 5: Guardians Original Soundtrack è stata pubblicata su CD e vinile. Per la realizzazione del soundtrack ci si rivolse a un coro di 30 persone e si lavorò a Praga. La colonna sonora orchestrale è stata invece registrata presso l'Abbey Road Studio, richiedendo in totale 5 viaggi diversi.
Nel 2017 343 Industries e Creative Studios pubblicarono un sequel di Halo Wars intitolato Halo Wars 2. Il soundtrack fu composto da Gordy Haab, Brian Lee White e Brian Trifo sotto la direzione di Paul Lipson, che aveva aiutato il comparto sonoro in quasi ogni titolo precedente di Halo. La colonna sonora di Halo Wars 2 presentava molte delle melodie che Stephen Rippy aveva composto per il primo Halo Wars, con in più degli arrangiamenti inediti destinati ai singoli personaggi. La colonna sonora originale del gioco uscì il 17 febbraio 2017 e fu resa disponibile digitalmente il 21 febbraio 2017.

## Adattamenti
Il franchise di Halo include varie tipologie di merchandising e adattamenti al di fuori del mondo dei videogiochi. Si pensi a romanzi bestseller, graphic novel e altri prodotti su licenza, passando dalle action figure a una linea di bevande appositamente disegnata dalla Mountain Dew. Nel corso degli anni e con un ritmo incessante, hanno fatto la loro comparsa sul mercato numerose riproduzioni snodabili e veicoli che richiamano il mondo di Halo. Joyride Studios ha creato delle action figure di Halo: Combat Evolved e Halo 2, mentre le versioni snodabili e collezionabili di Halo 3 sono state curate dalla McFarlane Toys e poi diventate alcune tra le più vendute della categoria nel 2007 e nel 2008. La MEGA Bloks ha collaborato con Microsoft per produrre dei giocattoli al momento dell'uscita di Halo Wars.

### Libri

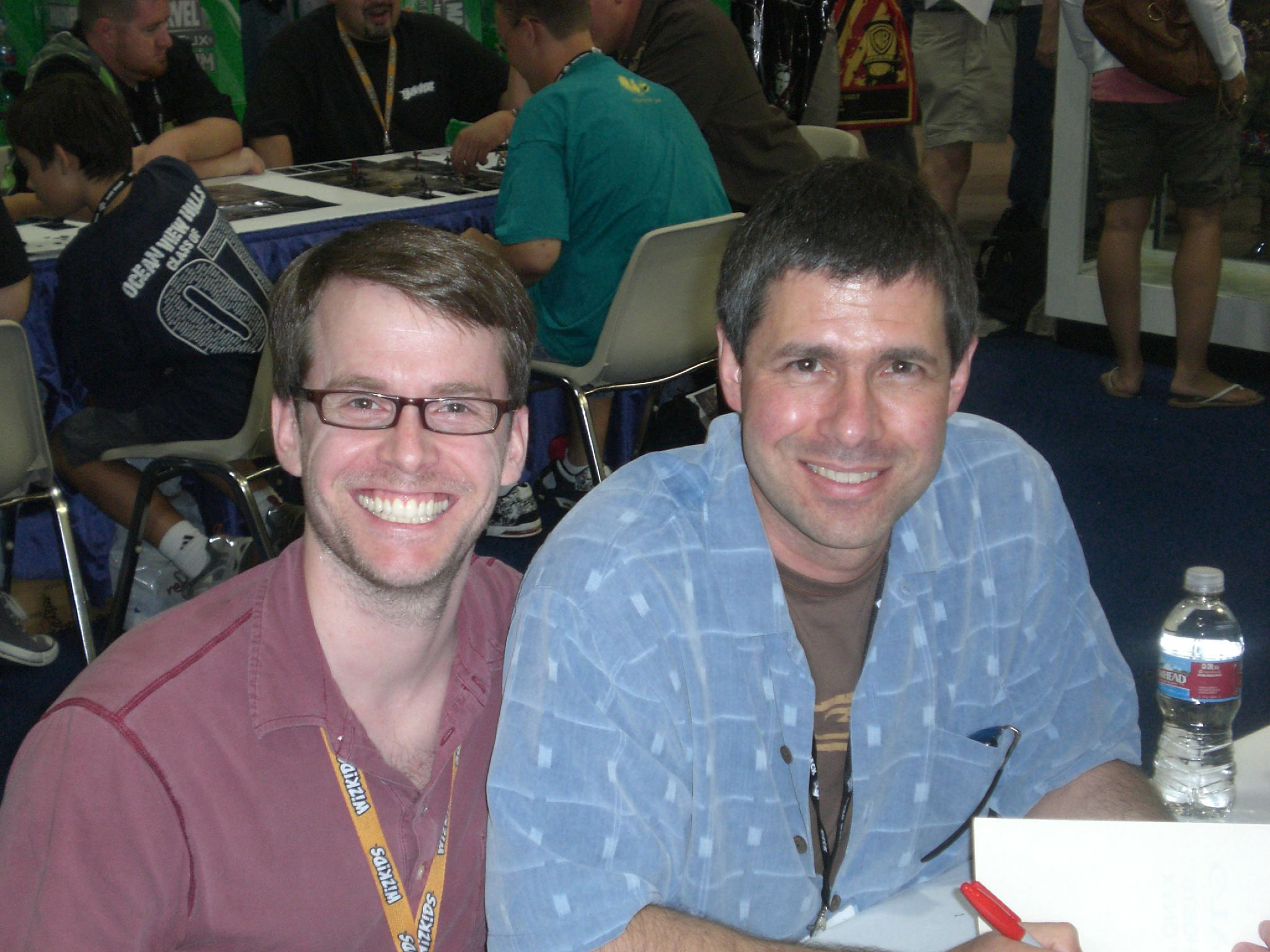
Gli autori della saga di Halo Joseph Staten e Eric Nylund

Come parte delle operazioni in più ambiti previste da Microsoft, la Microsoft Studios decise di creare un romanzo tie-in incentrato su Combat Evolved. Eric Nylund scrisse Halo: La caduta di Reach nel giro di sette settimane e lo pubblicò nell'ottobre del 2001. Il gioco stesso venne convertito in un romanzo di William C. Dietz nel 2003, chiamato Halo: Flood. Il successo dovuto alla penna di Nylund spinse gli editori a rivolgersi nuovamente a lui per ulteriori testi relativi alla serie fantascientifica, tra cui Il primo attacco (2003) e I fantasmi di Onyx (2006). Gli altri romanzi sono stati invece scritti da Joseph Staten, Tobias S. Buckell, Karen Traviss, Greg Bear, Matt Forbeck, John Shirley, Troy Denning e Cassandra Rose Clarke.
Una raccolta di racconti di Halo intitolata Halo: Evolutions fu pubblicata in contemporanea sia in formato cartaceo sia in versione audiolibro nel novembre 2009. Evolutions include contributi curati da Nylund, Buckell, Karen Traviss e da vari dipendenti della Bungie. Tor ripubblicò nel 2010 i primi tre romanzi di Halo con nuovi contenuti e copertine. Un'altra raccolta, Halo: Fractures, comprendeva racconti brevi inediti o già conosciuti al pubblico nel 2016.
Al mese di agosto del 2021, la serie Halo si componeva di trentasei romanzi composti da vari autori.

### Fumetti

La copertina della Halo Graphic Novel

L'universo di Halo venne adattato per la prima volta al formato di un romanzo a fumetti nel 2006 con l'uscita di Halo Graphic Novel, composta da una raccolta di quattro racconti. L'opera fu scritta e illustrata da autori del calibro di Lee Hammock, Jay Faerber, Tsutomu Nihei, Brett Lewis, Simon Bisley, Ed Lee e Jean Giraud. Al New York Comic Con del 2007 la Marvel Comics annunciò che avrebbe lavorato a una serie su "Halo" coinvolgendo i fumettisti Brian Michael Bendis e Alex Maleev. La miniserie, intitolata Halo: Uprising, si proponeva di colmare il divario tra gli eventi di Halo 2 e quelli di Halo 3; inizialmente era previsto che la collana si concludesse a ridosso dell'uscita di Halo 3, ma i continui ritardi portarono alla pubblicazione dell'ultimo numero nell'aprile del 2009.
La Marvel divulgò al pubblico al Comic Con del 2009 che due nuovi fumetti, ovvero una serie in cinque parti scritta da Peter David e una seconda curata da Fred Van Lente, sarebbero state rese disponibili nell'estate seguente e durante l'inverno. La serie di David, Halo: Helljumper, è ambientata cronologicamente prima di Halo: Combat Evolved e si concentra sulle truppe d'assalto orbitali d'élite, la medesima classe dei protagonisti del videogioco della saga Halo 3: ODST. La serie in cinque parti andò pubblicata tra luglio e novembre 2009. I lavori di Lente, originariamente intitolati Spartan Black, ruotano attorno a una squadra black ops composta da supersoldati Spartan e assegnati all'Ufficio dei servizi segreti navali dell'UNSC. Il fumetto, rinominato in un secondo momento Halo: Blood Line, vide infine la luce nel dicembre 2009. Una rivisitazione a fumetti del romanzo Halo: La caduta di Reach fu la più recente serie a fumetti intitolata alla stessa maniera e ripartita in tre mini-storie: Boot Camp, Covenant e Invasion. Nel 2013 vennero annunciate due nuove serie; una di esse, suddivisa in tre parti e denominata Halo: Initiation, vedeva Brian Reed nuovamente in veste di scrittore e i lavori finire nell'agosto del 2013. L'altra opera svelata ai fan, Halo: Escalation, fu una serie a fumetti che narra gli eventi accaduti immediatamente dopo Halo 4.
Ad agosto 2021, la serie di Halo contava tredici diverse graphic novel e serie di fumetti, scritte da varie penne.

### Enciclopedia
L'Enciclopedia Halo - Guida definitiva all'universo di Halo è una guida su Halo scritta da Tobias Buckell (autore anche di alcuni racconti di Halo: Evolutions) e approvata da Frank O'Connor, presidente di 343 Industries. L'opera è divisa in 11 capitoli.

### Webserie
| Titolo                    | Date             | Tipologia   |
| ------------------------- | ---------------- | ----------- |
| Red vs. Blue              | 1 aprile 2003    | Machinima   |
| Halo 4: Forward Unto Dawn | 5 ottobre 2012   | Live action |
| Halo Nightfall            | 11 novembre 2014 | Live action |

Nel 2003 nacque Red vs. Blue, spesso abbreviata in RvB, una webserie comica a tema fantascientifico creata da Rooster Teeth Productions. La serie venne prodotta usando la tecnica machinima, sincronizzando cioè dialoghi ed effetti sonori preregistrati con filmati creati sfruttando la modalità multigiocatore della serie di videogiochi Halo. Le stagioni più recenti ricorrono tuttavia alla CGI per diverse scene, continuando a servirsi della post produzione per garantire alla serie l'aggiunta di elementi esterni al gioco. Ambientato durante una non meglio specificata guerra civile tra due squadre di soldati rinchiuse in un desolato canyon, Red vs Blue rappresenta una parodia demenziale degli FPS, della vita militare e dei film di fantascienza. Dopo la quinta stagione la serie ha avuto modo di assumere un tono più serio, con una storia effettiva e un'evoluzione costante dei personaggi e del cast secondario, rimanendo tuttavia a sfondo comico. La serie ha raggiunto la sua diciottesima stagione, vincendo quattro premi dell'Accademia di arti e scienze machinima. Con dodici stagioni disponibili in DVD e Blu-Ray, risulta ad oggi una delle poche opere machinima distribuite commercialmente.
Tra il 5 ottobre 2012 e il 2 novembre 2012 uscì a cadenza settimanale Halo: Forward Unto Dawn, una webserie ambientata nell'universo di Halo prodotta da Microsoft Studios e 343 Industries i cui episodi, uniti tra loro, diventano un film live action. Anche se concepito come un lungometraggio, Forward Unto Dawn fu concepito originariamente sotto forma di webserie composta da cinque episodi. La trama comprende i primi giorni della guerra tra Umani e Covenant, nel 2526 circa, e ruota intorno a Thomas Lasky, un giovane cadetto che si ispira a John-117 per diventare un leader. La serie è stata prodotta per promuovere l'imminente arrivo del videogioco Halo 4 e ampliare il pubblico della serie, oltre che come trampolino di lancio per un potenziale film di Halo. Fu scritto da Aaron Helbing e Todd Helbing, diretto da Stewart Hendler e girato a Vancouver in 25 giorni con un budget di poco inferiore ai 10 milioni di dollari, venendo poi pubblicato su YouTube, Halo Waypoint e successivamente in DVD e Blu-ray.
Il 3 aprile 2014 fu annunciato che Ridley Scott e la sua società di produzione, Scott Free Productions, stavano lavorando a un film live action digitale di Halo insieme a 343 Industries e Xbox Entertainment Studios; Scott avrebbe ricoperto il ruolo di produttore esecutivo, con David W. Zucker e Sergio Mimica-Gezzan come registi. Il film avrebbe dovuto seguire lo stesso formato di Halo 4: Forward Unto Dawn di Machinima. Il 9 giugno 2014 venne annunciato all'E3 2014 che il film, intitolato Halo: Nightfall, sarebbe stato incluso in Halo: The Master Chief Collection al suo lancio nel novembre 2014. Il film introduce un nuovo personaggio nel franchise, l'agente Jameson Locke, interpretato dall'attore Mike Colter. Il personaggio di Locke, uno degli Spartan ritratti sulla copertina di Halo 5: Guardians, «è stato concepito per essere quello di una figura che dovrà svolgere un ruolo importante nella serie». In data 24 luglio 2014, la 343 Industries ha pubblicato il primo trailer del film. È possibile vedere Halo: Nightfall tramite Halo Channel, un'applicazione per Xbox One, Windows 8.1 e Windows Phone. Il 16 marzo 2015, la serie divenne disponibile per lo streaming e il download.

### Serie TV
| Titolo | Date          | Tipologia   |
| ------ | ------------- | ----------- |
| Halo   | 24 marzo 2022 | Live action |

Durante lo showcase per celebrare i 20 anni di Xbox è stato mostrato in anteprima il teaser della serie tv di Halo. Prodotta da Showtime, in collaborazione con 343 Industries e la Amblin Television di Steven Spielberg, la serie TV è ambientata nell'universo che ci fu presentato nel 2001 con un epico conflitto nel ventiseiesimo secolo tra umani e una minaccia aliena nota come Covenant. Gli interpreti sono Pablo Schreiber, Natascha McElhone, Charlie Murphy, Jen Taylor, Shabana Azmi, Bokeem Woodbine, Kate Kennedy, Natasha Culzac, Yerin Ha e Bentley Kalu e il budget stimato è di 90 milioni di dollari. Come mostrato nel teaser la serie è disponibile dal 24 marzo 2022, distribuita da Paramount+ nei paesi in cui è attivo il servizio. Il primo trailer ufficiale è stato mostrato durante i The Game Awards 2021.

### Cortometraggi
| Titolo        | Date            | Tipologia   |
| ------------- | --------------- | ----------- |
| Halo Landfall | 26 ottobre 2007 | Live action |

Halo: Landfall è un cortometraggio live action del 2007, diretto da Neill Blomkamp, regista del lungometraggio su Halo cancellato poco tempo prima, e creato in collaborazione con Bungie Studios. Il corto originariamente è stato suddiviso in 3 parti, condivise tramite altrettanti trailer, per promuovere l'uscita di Halo 3. Halo: Arms Race, uscito prima del lancio del gioco, Halo: Combat, uscito in contemporanea a Halo 3, Halo: Last One Standing, diffuso qualche giorno dopo. Combat e Last One Standing sono stati girati a Wellington in Nuova Zelanda. La durata totale del film è 7 minuti ed è stato distribuito contemporaneamente su Bungie.net e sul Marketplace di Xbox Live. Il regista Neill Blomkamp esplora le vite dei Marines e degli ODST in un'ultima e disperata missione, in una Terra post-invasione, che potrebbe garantire la salvezza o inaugurare la distruzione dell'intera galassia.

### Film d'animazione
| Titolo                  | Date             | Tipologia  |
| ----------------------- | ---------------- | ---------- |
| Halo: Legends           | 16 febbraio 2010 | Animazione |
| Halo: The Fall of Reach | 27 ottobre 2015  | Animazione |

Halo: Legends è una collezione di cortometraggi composta da sette episodi realizzati da diversi noti studi di animazione giapponesi (Bones, Casio Entertainment, Production I.G, Studio 4°C e Toei Animation) raccolti in un unico DVD/Blu-ray uscito nel febbraio del 2010. Sei delle storie narrate rientrano ufficialmente nella saga, mentre la settima, realizzata da Toei, si distingue perché assume i toni di una parodia dell'universo Halo.
Halo: The Fall of Reach è un film d'animazione del 2015, adattamento dall'omonimo romanzo di Eric Nylund. Creato da Sequence, in collaborazione con 343 Industries, intende fornire ai fan un modo di apprendere le origini di John-117, il Blue Team e il programma SPARTAN-II. Uno degli obiettivi del progetto era inoltre dare nuova vita ai retroscena di Master Chief e degli Spartans. Audio, suoni ed effetti visivi sono presi direttamente dai vari videogiochi della serie di Halo. Composto da tre atti, è presente nell'edizione limitata e nell'edizione da collezione di Halo 5: Guardians. È stata reso disponibile nella sua interezza all'uscita del gioco (invece di una messa in onda settimanale come Halo: Nightfall), successivamente in Blu-ray, DVD e Netflix.

### Film
Il 9 novembre 2004, giorno del lancio americano di Halo 2, viene annunciato che la Microsoft ha messo in fase di studio una trasposizione cinematografica di Halo in collaborazione con Bungie Studios. Il 14 giugno dell'anno successivo le case cinematografiche Paramount Pictures, DreamWorks, Sony Pictures, Warner Bros., 20th Century Fox e Universal Pictures si propongono di finanziare il film. Tuttavia la Microsoft annuncia la vendita dei diritti cinematografici del videogioco intorno ai 10.000.000$ con un'ulteriore richiesta di trattenuta sul 15% degli incassi.
La pre-produzione si è avviata in contemporanea all'assunzione di Neill Blomkamp come regista, Peter Jackson come produttore esecutivo e Fran Walsh, Mary Parent e Scott Stuber come produttori. La prima sceneggiatura è stata scritta da Alex Garland durante il 2005. Durante il luglio 2006, durante un'intervista a D.B. Weiss, lo stesso ha dichiarato di essere stato incaricato di riscrivere il copione, ciò perché le idee di Garland non avrebbero trovato accoglimento presso gli studi. Il 31 ottobre il magazine Variety informò che Josh Olson (A History of Violence) ha preso il posto di Weiss. Nel 2007 la Microsoft ha offerto a Garland 1.564.000 $ per ritornare a sceneggiare l'adattamento.
Il film è stato soggetto a ritardi della produzione per tutto il 2006 per via del continuo aumentare della spesa preventiva e i dissapori conseguiti tra la 20th Century Fox, gli Universal Studios e la Microsoft, per poi rientrare in pre-produzione il 1º novembre 2007, giorno in cui Peter Jackson ha chiarito l'intenzione di coinvolgere nuovamente Neill Blomkamp alla regia e di cercare due nuovi studi cinematografici, Warner Bros. e Paramount Pictures, ma anch'esse declinarono l'offerta. Il progetto viene sospeso sino al 31 ottobre 2007, data in cui sarebbe stato ufficialmente annullato.
Nell'ottobre del 2010, il successo riscosso da Halo: Reach sembra aver attirato l'attenzione del regista Steven Spielberg con la sua DreamWorks, voce che si è ripresentata nel dicembre del 2011, con la successiva smentita di Microsoft su un suo eventuale impegno.

## Accoglienza

### Vendite

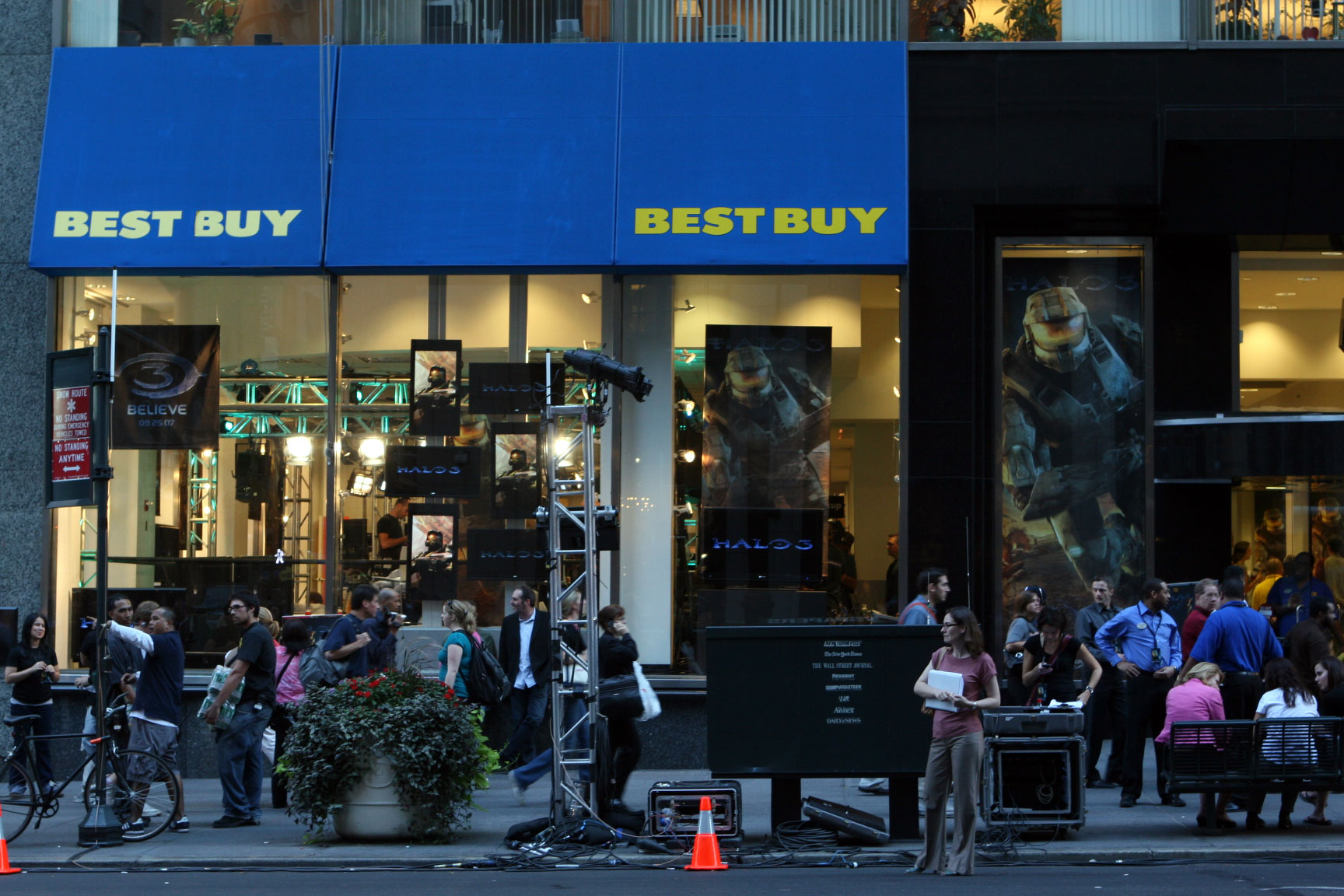
Gli eventi di lancio, come quello immortalato in foto in un negozio Best Buy a New York, si svolsero la notte dell'uscita di Halo 3

Da un punto di vista commerciale, il franchise di Halo ha riscosso un notevole successo, risultando gradito ai consumatori da un ventennio. Nei due mesi successivi all'uscita di Halo: Combat Evolved, si assistette alla vendita del videogioco in unione alla console Xbox in oltre il 50% dei casi, con il milione di copie superato entro aprile 2002. Le vendite di Halo 2 hanno fruttato circa 125 milioni di dollari il giorno della sua prima edizione, numero che lo rende il prodotto multimediale più venduto negli Stati Uniti e Canada nella storia fino a quel momento. I primi due capitoli avevano raggiunto le 14,8 milioni di copie vendute prima dell'uscita di Halo 3.
GameSpot segnalava le 4,2 milioni di unità di Halo 3 disponibili nei punti vendita al dettaglio il 24 settembre 2007, ovvero un giorno prima dell'uscita ufficiale, una cifra record nella storia videoludica. Halo 3 surclassò il record precedente relativo al maggior incasso registrato nella giornata d'apertura nella storia dell'intrattenimento, facendo registrare 170 milioni di dollari nelle prime ventiquattro ore. In tutto il mondo, le vendite superarono i 300 milioni di dollari la prima settimana, salendo di più del doppio delle vendite di Xbox 360 rispetto alla media settimanale antecedente al lancio di Halo 3. Alla fine del 2007, Halo 2 e Halo: Combat Evolved raggiunsero rispettivamente la prima e la seconda posizione tra i giochi Xbox più venduti, mentre Halo 3 toccò in tempi brevi la vetta del podio come titolo Xbox 360 preferito dai consumatori. Halo Wars è stato il videogioco strategico in tempo reale più venduto per console, avendo superato come cifra il milione di copie. La serie di Halo aveva raggiunto il totale di oltre 25 milioni di copie nel gennaio del 2009, con il numero che era vertiginosamente salito a 34 nel maggio 2010, ovvero a meno di un anno e mezzo di distanza. Mentre nello stesso mese Tor Books riferiva che gli introiti derivanti da ogni prodotto del franchise superavano gli 1,7 miliardi di dollari, i videogiochi realizzati prima di Reach dalla Bungie avevano reso 1,5 miliardi. Halo: Reach generò oltre 200 milioni di dollari di ricavi negli USA e in Europa nelle prime 24 ore, sbaragliando ogni precedente lancio del 2010 avvenuti nello Stato americano, incluse le tre pellicole Iron Man 2, Alice in Wonderland e Toy Story 3. Le colonne sonore di Halo 2, Halo 3, ODST e Reach sono tutte apparse nelle classifiche della Billboard 200 per almeno una settimana. Entro maggio 2011, il totale al lordo delle vendite del franchise Halo superava i 2 miliardi di dollari, con 40 milioni di copie acquistate dagli utenti. L'importo totale salì a 2,3 miliardi di dollari nel luglio 2011, e, in seguito, a 2,8 nel gennaio 2012. Gli incassi complessivi della saga superarono i 4,6 miliardi di dollari entro ottobre 2015, con il 25% del numero proveniente dal merchandising non legato al gioco.
Anche gli adattamenti di Halo hanno riscosso altrettanta fortuna. Molti dei romanzi sono apparsi nelle classifiche dei best seller di Publishers Weekly e Halo Graphic Novel ha venduto più di 100.000 copie, un «successo inusuale» per un prodotto pensato per il mondo videoludico e catapultato tra i fumetti. I fantasmi di Onyx, Contatto su Harvest, Il protocollo Cole e il primo volume di Cryptum hanno fatto la loro comparsa sugli elenchi dei best seller realizzati dal New York Times, con Il protocollo Cole che si piazzava al 50º posto assoluto nell'elenco dei best seller stilato da USA Today. I primi tre romanzi di Tor hanno venduto più di un milione di copie entro il mese di aprile del 2009.

### Critica
| Data             | Copie         | Fonte           |
| ---------------- | ------------- | --------------- |
| 30 agosto 2007   | 14,5+ milioni | [ 183 ]         |
| 8 gennaio 2009   | 25+ milioni   | [ 164 ]         |
| 24 maggio 2010   | 34+ milioni   | [ 165 ]         |
| 31 ottobre 2012  | 46+ milioni   | [ 184 ]         |
| 19 ottobre 2014  | 60+ milioni   | [ 185 ]         |
| 13 luglio 2015   | 65+ milioni   | [ 186 ]         |
| 24 febbraio 2021 | 81+ milioni   | [ 187 ] [ 188 ] |

| Data          | Totale lordo  | Fonte   |
| ------------- | ------------- | ------- |
| ottobre 2015  | $4.6 miliardi | [ 173 ] |
| Novembre 2021 | $6 miliardi   | [ 187 ] |

| Gioco                             | Versione              | giudizio    |
| --------------------------------- | --------------------- | ----------- |
| Halo: Combat Evolved              | Xbox PC               | 97% 83%     |
| Halo 2                            | Xbox PC               | 95% 72%     |
| Halo 3                            | Xbox 360 PC           | 94% 88%     |
| Halo Wars                         | Xbox 360              | 82%         |
| Halo 3: ODST                      | Xbox 360              | 83%         |
| Halo: Reach                       | Xbox 360 PC           | 91% 81%     |
| Halo: Combat Evolved Anniversary  | Xbox 360 PC           | 82% 79%     |
| Halo 4                            | Xbox 360              | 87%         |
| Halo: Spartan Assault             | PC Xbox One Xbox 360  | 70% 53% 51% |
| Halo: The Master Chief Collection | Xbox One              | 85          |
| Halo: Spartan Strike              | iOS PC                | 86% 66%     |
| Halo 5: Guardians                 | Xbox One              | 84%         |
| Halo Wars 2                       | Xbox One PC           | 79% 70%     |
| Halo Infinite                     | Xbox One Serie X/S PC | 87% 81%     |

La serie Halo ha ricevuto perlopiù plausi sin dai primi anni della sua commercializzazione, ovvero già da quando Halo: Combat Evolved aveva ricevuto numerosi riconoscimenti come gioco dell'anno. Nel marzo 2007, IGN lo annoverava come il miglior gioco Xbox di tutti i tempi, mentre i lettori lo hanno classificato al 14º miglior gioco di sempre durante l'evento dedicato ai cento migliori giochi di sempre dell'anno passato. In contrasto con le opinioni positive appena esposte, GameSpy classificava Halo: Combat Evolved al decimo posto nel suo elenco dei "25 giochi più sopravvalutati di tutti i tempi", rimarcando il level design ripetitivo e l'assenza di una modalità multiplayer online. Allo stesso modo del suo predecessore, pure Halo 2 ha ricevuto numerosi elogi, con IGN che lo ha elencato come il secondo gioco Xbox più influente di tutti i tempi nel marzo 2007. Dal momento in cui uscì sulla Xbox, nel novembre 2004, e fino al lancio di Gears of War su Xbox 360 nel novembre 2006, avvenuto dunque due anni più tardi, Halo 2 è stato il videogame più popolare giocato su Xbox Live. Halo 3 ha ricevuto diverse nomine, conseguendo in totale numerosi riconoscimenti: tra questi spiccano il premio di «gioco dell'anno» assegnato dal Time e la recensione di IGN, che, nel 2007, lo ha giudicato su Xbox 360 il videogame con il miglior multiplayer online e dal design particolarmente innovativo. La maggior parte degli articoli di commento sottolineava le migliorie apportate dal multiplayer tra i pregi principali; giudicata con favore dalla critica è risultata anche l'aggiunta della modalità "Forgia", attraverso cui il giocatore «dà libero sfogo alla sua creatività nella decorazione delle mappe». Tranne che per Halo 3: ODST, quest'ultima opzione è stata riproposta in tutti i capitoli successivi con la facoltà di apportare accorgimenti sempre più incisivi. A proposito del multiplayer, IGN ha affermato che le mappe disponibili nel multi-giocatore fossero le più convincenti della trilogia, con GameSpy che si è accodata a tale opinione sottolineando come esse avrebbero fatto molto piacere ai «veterani di Halo». I reclami si sono concentrati principalmente sulla trama del capitolo, con il New York Times che, criticandone la scarsa longevità e il flebile interesse creato dalla storyline, l'ha definita «usa e getta»; Total Video Games ha giudicato «deludente» la godibilità del gameplay in giocatore singolo. Il soundtrack e il comparto sonoro della serie hanno ricevuto invece apprezzamenti in maniera pressoché unanime.

## Riconoscimenti
La saga ha ricevuto vari premi e riconoscimenti:
- Halo: Combat Evolved: nel 2002 vince il premio BAFTA per l'intrattenimento sia come miglior gioco sia per il suo multiplayer. Sempre nel 2002, la Academy of Interactive Arts & Sciences lo acclama gioco dell'anno;[228]
- Halo 2: nel 2004 viene eletto dalla Gamecritic gioco dell'anno, mentre nel 2005 il programma televisivo G-Phoria gli concede lo stesso premio in un'unione a un riconoscimento destinato al doppiatore del protagonista per la sua performance. Sempre nel 2005 riceve un Webby Award nella sezione videogiochi;[229]
- Halo 3: nel 2008 consegue due riconoscimenti VES nelle sezioni "Outstanding Real Time Visuals in a Video Game" e "Outstanding Models and Miniatures in a Broadcast Program, Commercial, or Music Video";[230]
- Halo 3: ODST: nel 2009 vince la nomination come "Best Original Score" nel corso della cerimonia di premiazione dei VGA;[231]
- Halo: Reach: nel 2010 viene eletto come videogame con i migliori comparto sonoro e multiplayer, oltre ad essere acclamato quale sparatutto e gioco dell'anno;[232]
- Halo 4: nel 2012 consegue il premio VGA come miglior gioco per Xbox 360 e con migliore grafica;[233]
- Halo 5: nel 2016 ottiene il Golden Reel Award per il comparto sonoro.[234]
- Halo Infinite: nel 2021 consegue una statuetta Game Awards perché acclamato come miglior gioco per i giocatori.[235]

## Influenze culturali

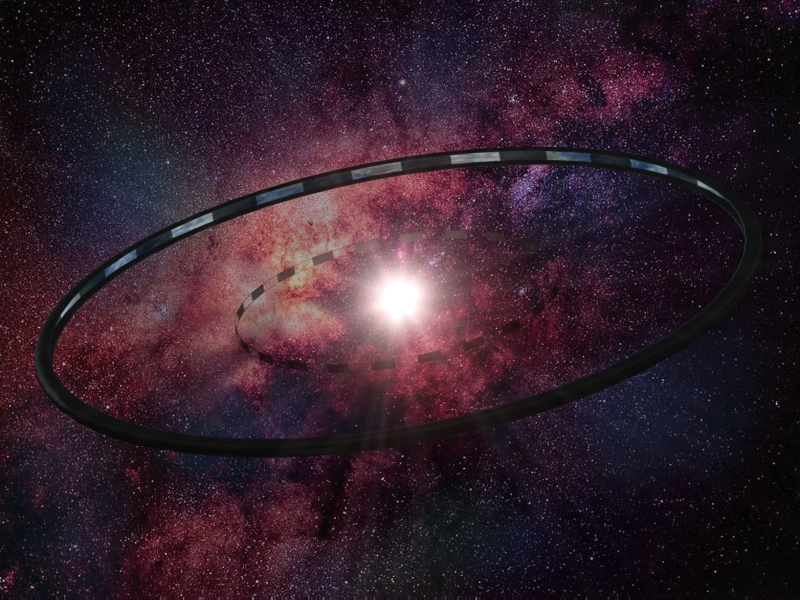
Il mondo ad anello de I burattinai di Larry Niven (Ringworld)

Nel 2006, come riconoscimento per la ricca dose di elementi che avevano influenzato le scelte adoperate dalla Bungie, si scelse di pubblicare sul sito web dell'azienda un elenco del materiale fantascientifico particolarmente gradito ai suoi dipendenti. Gli sviluppatori riconoscevano che la serie Halo riprendeva il concetto dei pianeti artificiali e del mondo ad anello immaginato da Larry Niven e alla serie di romanzi di Iain M. Banks intitolata Ciclo della Cultura (nello specifico Pensa a Fleba e L'altro universo). In un articolo retrospettivo uscito su Edge, Jaime Griesemer di Bungie commentò: «L'influenza di qualcosa come il mondo ad anello travalica la semplice forma inusuale del pianeta artificiale... È quella sensazione di trovarsi in una zona sconosciuta, quell'impressione di maestosità e quella percezione che ci sia una storia epica in corso là fuori a fare il resto». Griesemer proseguì affermando: «Una delle principali fonti di ispirazione è stata il romanzo Armor [di John Steakley], in cui un soldato deve rivivere costantemente la stessa guerra più e più volte. Quel senso di disperazione, di battaglia ineluttabile, ha avuto una sua funzione». Per disegnare i Flood ci si avvicinò alle specie aliene presenti in Vang: la forma militare dello scrittore di fantascienza statunitense Christopher Rowley. Per quanto riguarda il protagonista, si è ipotizzato negli anni che il nome di Master Chief "John 117" potrebbe essere un riferimento a un personaggio di nome Jon 6725416 in Starhammer di Rowley, o al personaggio John Spartan di Demolition Man. Un articolo di IGN del 2006 incentrato sulle influenze letterarie presenti nel franchise in esame ha rimarcato le somiglianze tra Halo e il romanzo Il gioco di Ender di Orson Scott Card: alcuni aspetti del Progetto Spartan, così come l'aspetto dei droni, una delle specie aliene affiliate ai Covenant a forma di insetti di grandi dimensioni, sembrano una trasposizione del programma dei super soldati e degli Scorpioni che si trovano nel romanzo. La Bungie ha inoltre riconosciuto il film di James Cameron Aliens - Scontro finale come una grossa fonte d'ispirazione nel settore cinematografico.
In un'analisi compiuta nel 2006 e pubblicata sulla rivista The Escapist, Roger Travis confrontava Halo con la celebre Eneide, il poema dell'autore latino Virgilio. Travis azzardava delle somiglianze tra le trame di entrambe le opere e si concentrava sui personaggi presenti in esse, paragonando il ruolo dei Flood e dei Covenant a quello dei Cartaginesi e l'epopea di Master Chief a quella di Enea.

## Impatto culturale

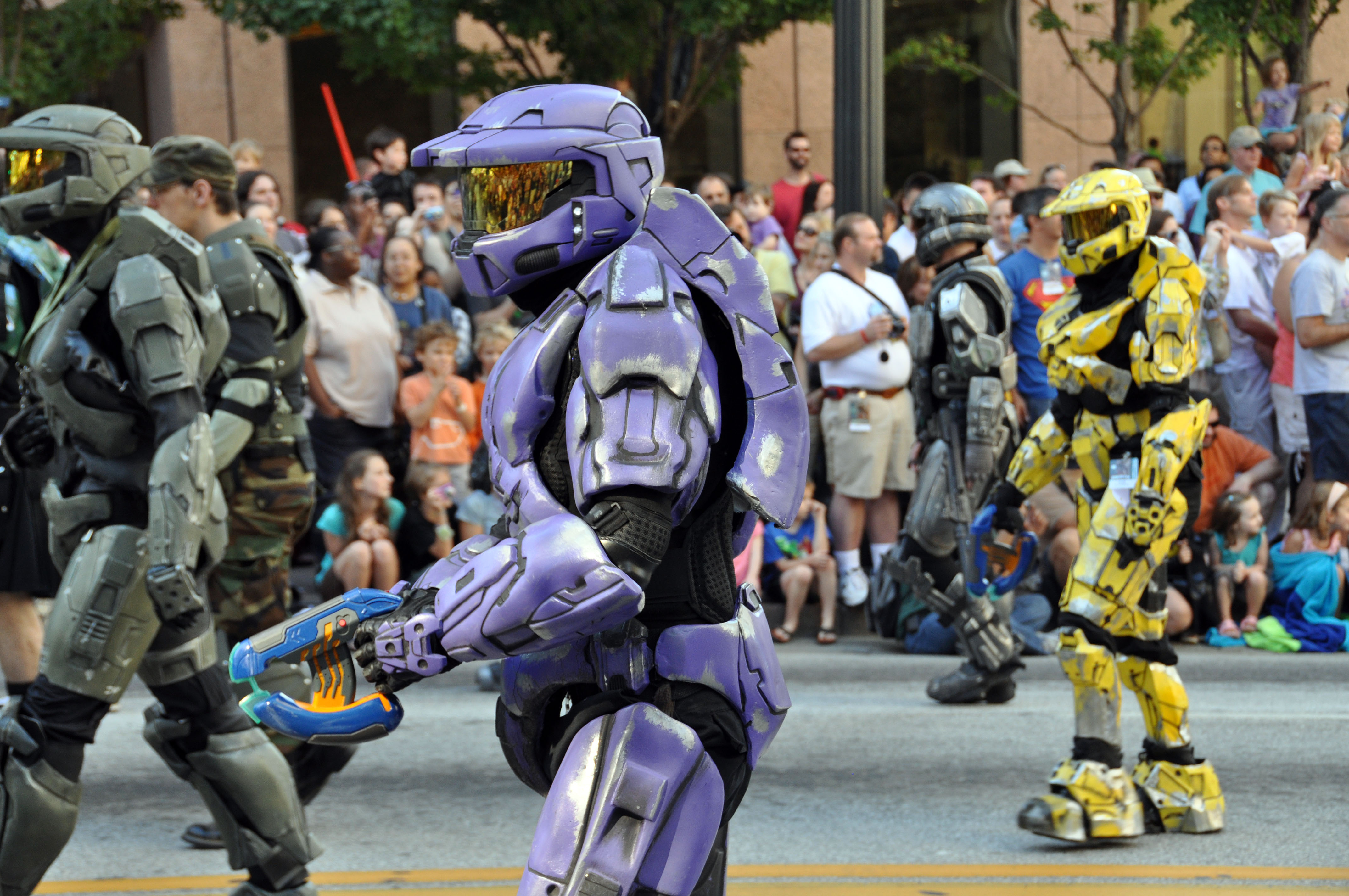
Cosplay di Halo 2 al Dragon Con di Atlanta del 2010

I fan della serie e non solo attribuiscono alla trilogia principale, in particolare al suo protagonista, un grande valore iconico nell'universo videoludico. Una replica in cera di Master Chief è stata realizzata da Madame Tussauds a Las Vegas, dove Pete Wentz ha compiuto un paragone dello Spartan con personaggi importanti delle generazioni precedenti quali Spider-Man, Frodo Baggins e Luke Skywalker. Roger Travis, autore di The Escapist, ha paragonato la storia di Halo all'Eneide di Virgilio, facendo leva sulla lotta religiosa e politica descritta nei capitoli che si va a legare con la tradizione epica moderna. GamesTM ha dichiarato a proposito di Halo: Combat Evolved che «ha trasformato per sempre il combattimento dei videogiochi» e che Halo 2 ha spronato gli utenti ad avvicinarsi ai servizi offerti da Xbox Live. Dal canto suo, Game Daily ha sottolineato che il lancio di Halo 2 risultava «tranquillamente paragonabile a quello di contenuti più attesi in altri settori dell'industria dell'intrattenimento», essendo stato per la prima volta in grado di elevare il giorno di uscita di un videogioco alla stregua di un importante evento culturale, specie oltreoceano. La rivista Time ha incluso il franchise nella "Time 100" del 2005, comunicando il dato secondo cui, nelle prime dieci settimane successive all'uscita di Halo 2, gli acquirenti del capitolo avevano trascorso 91 milioni di ore complessive di gioco online. Una ricerca del New York Times rimarcava il successo di Halo 3 definendolo «fondamentale» per Microsoft, in quanto aveva convinto i consumatori ad acquistare la console Xbox 360 che stava registrando un calo delle vendite rispetto alla Nintendo Wii, oltre ad aver contribuito a riconsiderare il giudizio sulla console. Il 25 settembre 2007, data di uscita di Halo 3, le azioni di Microsoft erano aumentate dell'1,7% in base alle previsioni di vendita del prodotto. Halo è stato descritto come una serie che «ha reinventato un genere che non sapeva di dover essere reinventato», con aspetti della trilogia principale replicati più volte in altri giochi sparatutto in prima persona.
Per via del suo impatto, Variety ha addirittura definito Halo «paragonabile a Star Wars». Il fandom dedicato al franchise è stato spesso battezzato «The Halo nation», mentre altri autori intenzionati a definire la portata della saga hanno utilizzato il felice binomio «Halo effect» (ovvero effetto alone, giocando sul duplice significato dell'espressione in inglese).

### Machinima
In virtù della sua popolarità e della sua molto attiva e ampia fan base, la trilogia di Halo ha dato origine a una serie di produzioni video realizzate con un mezzo di intrattenimento emergente, il cosiddetto machinima (machine cinema o di machine animation). Praticamente ogni filmato in formato machinima e relativo a Halo risulta tratto dalla modalità multiplayer dei lavori della Bungie. La maggioranza delle produzioni si riferisce a contenuti esterni a quelli propri della saga, mentre altro video mettono in scena delle fan fiction strettamente legate alla storia. L'introduzione in Halo 3, poi riproposta nei capitoli successivi, della modalità "Cinema", attraverso cui è possibile sbizzarrirsi nella creazione di clip di gioco secondo varie prospettive, ha di certo agevolato la diffusione dei machinima dedicati a Halo. In virtù di tale successo, Microsoft si è affrettata ad aggiornare il suo accordo di licenza utente, al fine di consentire soltanto la distribuzione non commerciale di tali contenuti ed evitare eventuali violazioni della proprietà intellettuale.
Già citata precedentemente, una delle serie di maggiori successo è stata quella comica intitolata Red vs. Blue e creata dalla Rooster Teeth Productions. I livelli raggiunti dalle visualizzazioni sono stati senza precedenti nel mondo dei machinima dedicati a Halo e del mondo machinima in generale; si ritiene inoltre che proprio grazie al suo impatto sia aumentata l'attenzione su tale genere di video. Red vs. Blue ha generato un fatturato annuo di 200.000 dollari e alcuni speciali episodi promozionali sono stati commissionati proprio dalla Bungie. La prima serie, The Blood Gulch Chronicles ("Le cronache del Burrone di Sangue", dal nome della mappa in cui sono ambientate le vicende), si è conclusa il 28 giugno 2007, dopo 100 episodi e numerosi video promozionali. Le serie successive includono The Recollection, che contiene elementi più drammatici rispetto alla prima serie di stampo comico, Project Freelancer, The Chorus Trilogy, Antology e The Shisno Paradox. Altre serie machinima di un certo spessore includono Arby 'n the Chief, Fire Team Charlie, The Codex e lo show incentrato su interviste in-game intitolato This Spartan Life.

### eSport

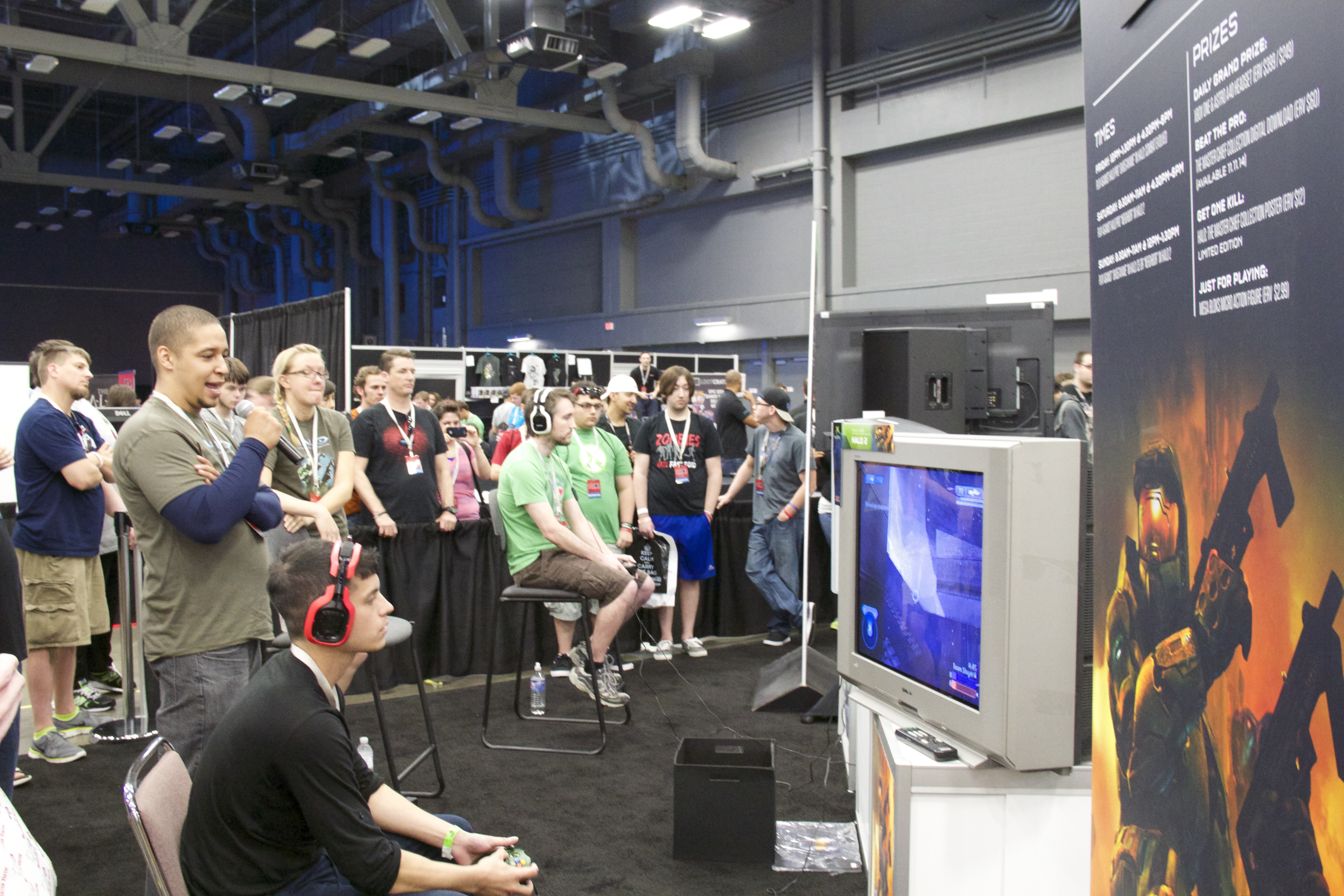
Un torneo di Halo allestito durante l'evento organizzato dalla statunitense RTX nel 2014

I giocatori hanno iniziato a creare tornei improvvisati su Halo e dei party tra amici già dopo l'uscita del primo gioco. Bungie ha considerato il successo di queste partite come ispirazione per gettare le basi del multiplayer online di Halo 2.
Ben presto, delle trasmissioni televisive di un certo peso hanno iniziato a interessarsi alla realizzazione di eventi competitivi dedicati a Halo. Nell'agosto 2002, la rete a pagamento statunitense G4 ha ospitato le finali dell'Halo National Championship, un torneo FFA (free for-all, ovvero tutti contro tutti) che coinvolgeva sedici giocatori da tutto il Paese (come presentatore vi era Wil Wheaton, famoso per il suo ruolo in Star Trek). La Associates of Gaming Professionals (AGP), che si è concentrata esclusivamente su Halo, ha tenuto il suo primo evento nel novembre del 2002. Ispirati dagli amici che scommettevano sul risultato delle loro partite su Halo, Mike Sepso e Sundance DiGiovanni hanno dato vita alla Major League Gaming durante lo stesso anno.
Microsoft e 343 Industries hanno cominciato a sponsorizzare una propria lega professionale, la Halo Championship Series (in acronimo HCS), nel 2014. Il progetto ha visto la luce in collaborazione con la Electronic Sports League (ESL), un'azienda tedesca che organizza in tutto il mondo competizioni di sport elettronici. Le stagioni 1 e 2 sono state poi pubblicate sulla Master Chief Collection. Nell'agosto 2015 Microsoft ha annunciato che avrebbe aumentato il montepremi totale dell'HCS a 1 milione di dollari, in vista del campionato mondiale di Halo appena annunciato che sarebbe risultato l'evento di lancio per Halo 5. Questo montepremi è stato successivamente annunciato sotto forma di finanziamento collettivo, evento che in seguito ha spinto la Major League Gaming ad annunciare che il montepremi era salito a 2 milioni di dollari. Più tardi, durante la stessa settimana, 343 annunciò che il montepremi era stato bloccato al tetto appena raggiunto di 2,5 milioni di dollari. Quest'ultima cifra è equivalsa al maggiore montepremi mai messo in palio negli eSport per console di sempre.